# بریویل
بریویل (به لاتین: Brieville) یک منطقهٔ مسکونی در ماداگاسکار است که در تساراتانانا (بخش) واقع شده‌است.
 بریویل  ۱۴٬۰۰۰ نفر جمعیت دارد و ۸۸۱ متر بالاتر از سطح دریا واقع شده‌است.